# Yaqoub Al-Bloushi
Yaqoub Al-Bloushi (Arabic:يعقوب البلوشي) (sinh ngày 10 tháng 7 năm 1990) là một cầu thủ bóng đá người Các Tiểu vương quốc Ả Rập Thống nhất. Hiện tại anh thi đấu cho Ittihad Kalba.